# Pentacrinitina
De Pentacrinitina vormen een onderorde van uitgestorven zeelelies uit de orde Isocrinida.

## Familie
- Pentacrinitidae Gray, 1842 †